# Saint-Pierre-Église
Saint-Pierre-Église è un comune francese di 1 816 abitanti situato nel dipartimento della Manica nella regione della Normandia.

## Società

### Evoluzione demografica
Abitanti censiti